# Tellus

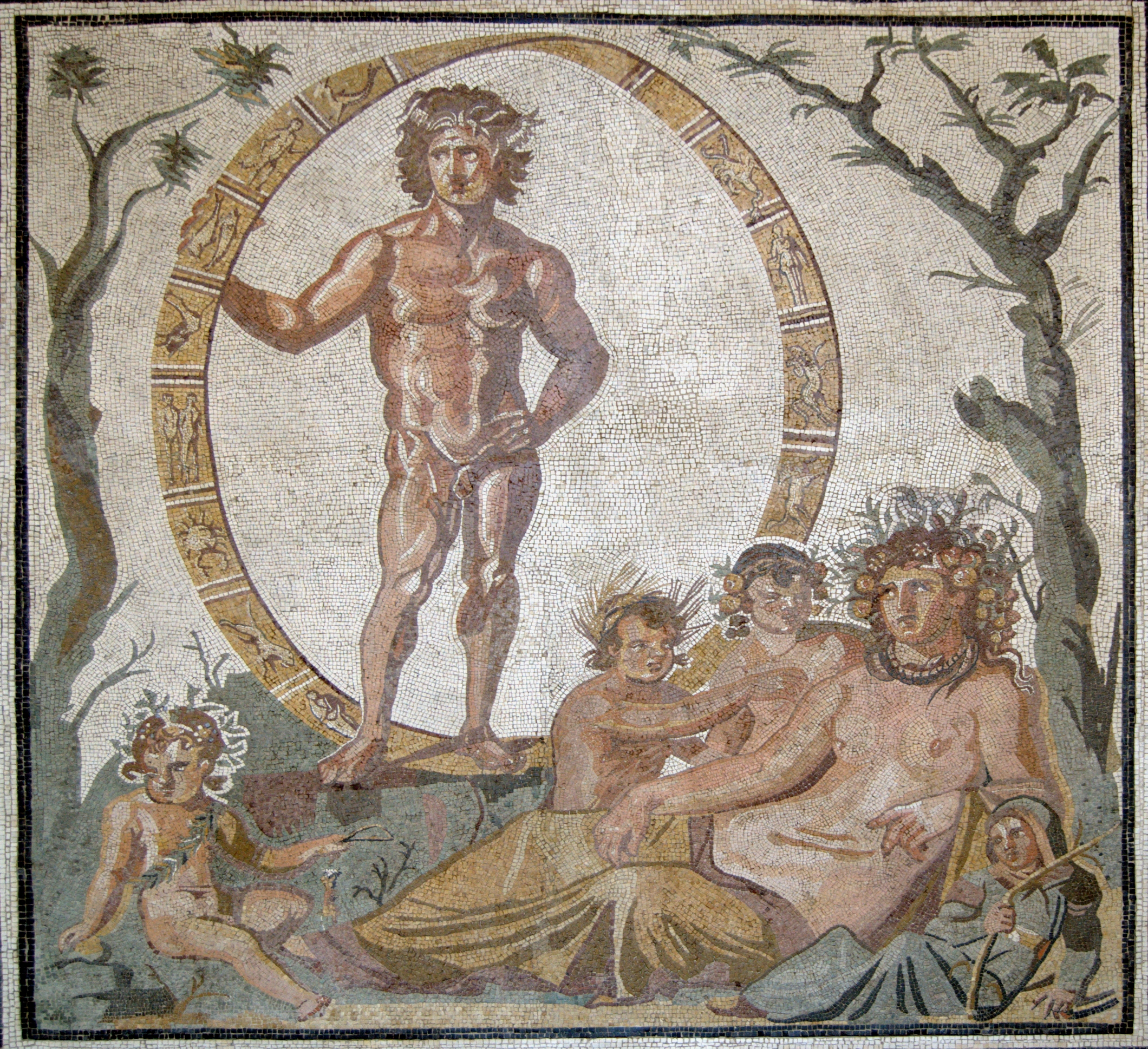
Eón con una rueda del zodíaco y Tellus reclinada con cuatro niños que representan la personificación de las estaciones. Mosaico romano de comienzos del siglo III hallado en una villa de Sentinum. Gliptoteca de Múnich (Inv. W504).

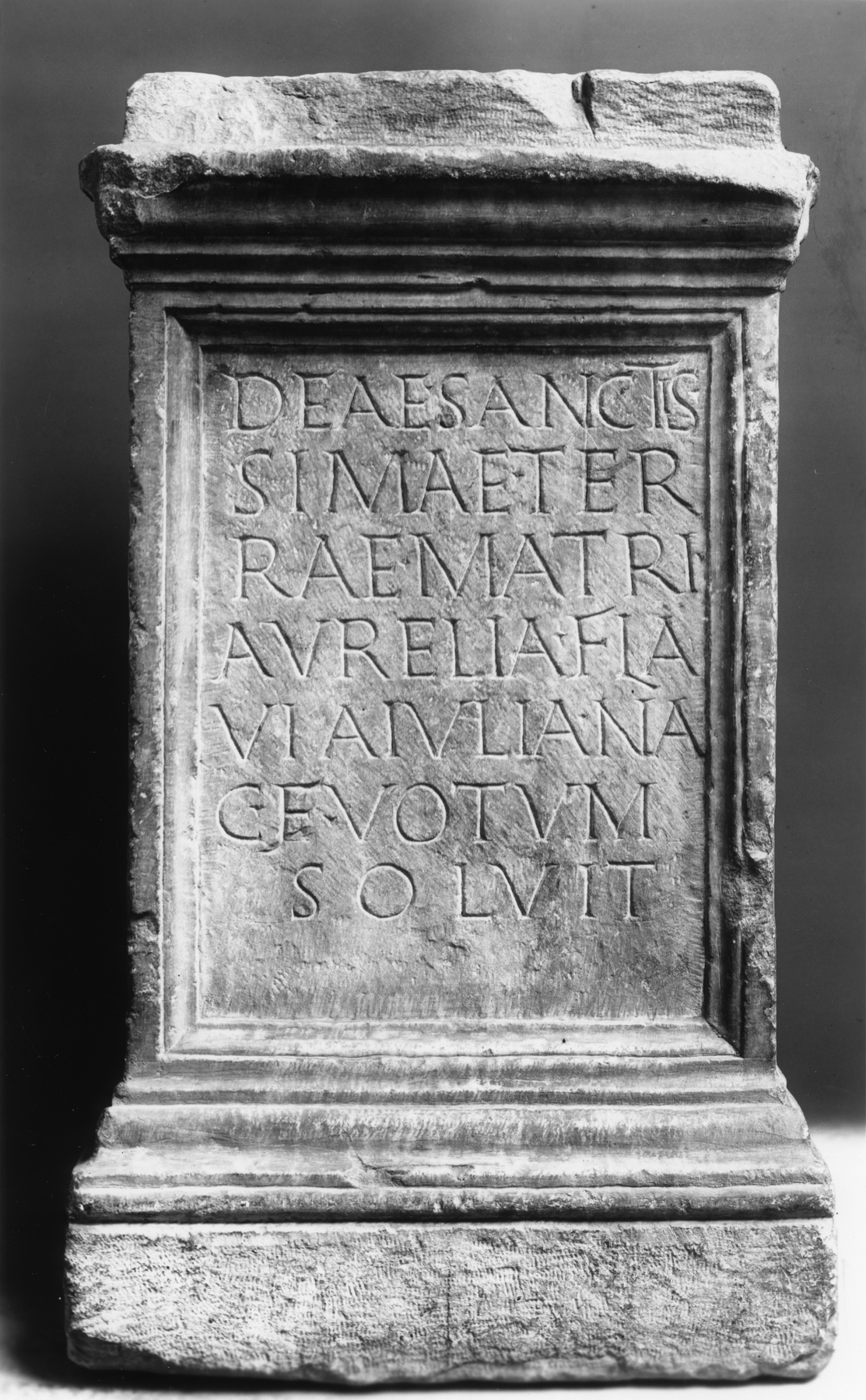
Inscripción con dedicatoria a la Terra Mater por cumplimiento de un votum,.

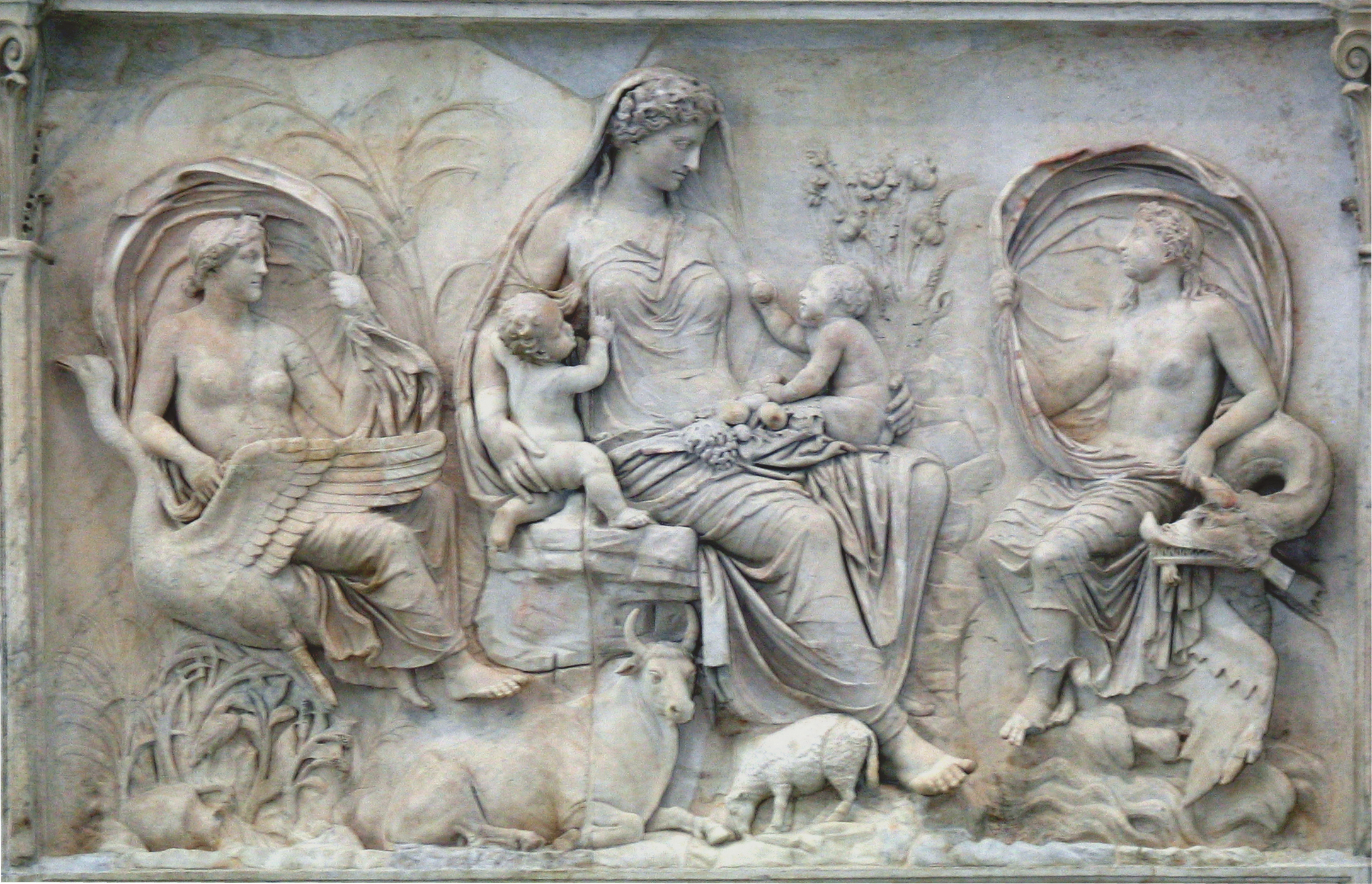
Los atributos de la figura central de este panel del Ara Pacis, identificada como Tellus, la señalan como diosa de la tierra y diosa madre.

Tellus o Telus, también Terra o Tierra,  era una diosa que personificaba la «tierra» en la mitología romana. A veces era llamada como Tellus Mater o Terra Mater, «madre tierra», siendo Mater un título honorífico aplicado también a otras diosas. Era mencionada a menudo en contraste con Júpiter, el dios del cielo,  y estaba relacionada con Dis y los manes. Su equivalente en la mitología griega era Gea (también traducida como la Tierra) y en muchas ocasiones los poetas no las diferenciaban en su papel mitológico (pero sí en la faceta cultual). Entre los etruscos su nombre era Cel.  
Se ha argumentado que la Terra Mater que apareció durante el reinado de Augusto es una transferencia directa de la Ge Mater griega a la práctica religiosa romana, mientras que Tellus, cuyo antiguo templo se encontraba dentro del límite sagrado de Roma (pomerium), representa a la diosa de la tierra original cultivada por los sacerdotes del estado.
Los atributos de Telus eran la cornucopia, ramos de flores o frutas. Se la solía representar recostada o levantándose hasta la cintura desde un agujero en el suelo. Varrón enumera a Telus como uno de los di selecti, los veinte dioses principales de Roma, y una de las doce deidades agrícolas.

## Eponimia
Terra es la diosa epónima que dio nombre, en todas las lenguas romances, al planeta Tierra. Tellus dio la voz en español «telúrico»  y también el nombre del elemento químico telurio. Por lo tanto términos como «terrígeno» (‘nacido de la tierra’, esto es, autóctono, aborigen o indígena) o «terrícola» (terricŏla) también tienen un origen etimológico similar.

## Mitología
Telus tiene poca participación en la mitología romana y en muchos casos se trata de una interpretatio graeca de Gea. Dice Higino que de la unión entre el Éter (Aether) y el Día (Dies) nacieron Tierra (Terra), Cielo (Caelus) y Mar (Mare) [Talasa].  En una de las pocas leyendas romanas se dice que Telus compitió con Júpiter y Cura por la creación del primer ser humano, tomando a Saturno como juez.  También socorrió a Dafne y en atención a sus súplicas la metamorfoseó en laurel. Agustín de Hipona, citando como autoridad a Virgilio, dice que el Cielo (Caelus) y la Tierra (Terra) son esposos.
Varrón consideraba a otras diosas romanas como Ops, Venus o Proserpina como divinidades subordinadas a Tellus.  De hecho los filósofos disertaron que las tres hijas de Ops son identificaciones de Telus: Juno porque es la esposa del cielo, Vesta porque es un asentamiento común  y Ceres porque es la tierra nutricia. Ovidio identifica a Telus como locus (‘lugar, ubicación’) y a Ceres como causa (‘causa, agente’).  A Tierra (Terra) se le llama Madre (Mater) y Ceres.
Higino dice que la Tierra, unida a Éter, engendró a: Océano, Temis, Tártaro, Ponto, Briáreo, Giges, Estéropes, Atlante, Hiperión, Polo [Ceo], Saturno, Ops, Moneta y las tres Furias. También una serie de abstracciones personificadas: Dolor (Dolor), Ardid (Dolus), Furor (Ira), Luto (Luctus), Mentiras (Mendacium), Juramento (Jusjurandum), Castigo (Ultio), Incontinencia (Intemperantia), Altercados (Altercatio), Olvido (Oblivio), Pereza (Socordia), Temor (Timor), Soberbia (Superbia), Incesto (Incestum) y Combate (Pugna).  Con Tártaro engendró a los gigantes.  Con Ponto a Taumante, Ceto, Nereo y Forco.  Con Júpiter al Genio.  Otros hijos habidos sin unión son Anteo, Cécrope, Pitón o la Fama.
Cuentan las fábulas que la Tierra se enfadó con los dioses que se negaban a habitar en ella. Para vengarse, creó a los Titanes, también llamados Gigantes. Ellos armados con colas de serpiente, confiando en su fuerza, se dispusieron a destruir los cielos amontonando montones de roca en las montañas y empujaron a los dioses a la tierra. Fueron derribados por los rayos de Júpiter y por la cabeza de la Gorgona cuando Minerva la sostuvo ante ellos. Temis era la sacerdotisa de la Tierra y llevaba sus palabras oraculares.  Cuando la nave Argo fue construida en el monte Pelión, la Tierra, afligida porque el mar, intacto antes, ahora se había convertido en un pasadizo, puso rocas en el mar.  Cuando Júpiter tomó a Juno como esposa, la Tierra vino cargada de frutos dorados, junto con sus ramas. Admirándolos, Juno le pidió a la Tierra que los plantara en sus jardines, que estaban cerca del monte Atlas.

## Culto
Los romanos apelaban a ella durante los terremotos. Durante la guerra contra los piacentinos, habiéndose sentido un terremoto en la batalla, el cónsul Publio Sempronio Sofo mandó construir un templo dedicado a Tellus en el lugar donde había estado la casa de Espurio Casio, en la calle que llevaba al barrio de Carinae.
También era invocada en solemnes juramentos como la tumba común de todas las cosas, junto con los Manes y con Júpiter, dios del cielo. Cuando se prestaba juramento por Tellus (o por los dioses del inframundo) la gente estrechaba sus manos hacia abajo, análogamente a como la giraban hacia arriba cuando juraban por Júpiter.
Tellus era responsable, junto con la diosa del grano Ceres, de la productividad de las tierras de cultivo. Como la griega Deméter, también estaba asociada con el matrimonio, la maternidad y los embarazos, tanto humanos como animales.
Así, en la ciudad se celebraban en su honor los festivales de la siembra (feriae Sementivae), que tenían lugar en enero, al final de la temporada de siembra invernal, fijados por el Pontifex en dos días de mercado consecutivos: la primera parte del 24 al 26 de enero en honor a Tellus y la segunda una semana después en honor a Ceres. Al mismo tiempo se celebraban las Paganalias en el campo, en las que se sacrificaba una cerda preñada a Tellus y Ceres.
El 15 de abril, para asegurar la abundancia durante todo el año, se celebraba un festival dedicado a Tellus llamado Fordicidia u Hordicidia, de fordus u hordus, ‘vaca preñada’. Este festival incluía el sacrificio de vacas preñadas en honor de la diosa y era dirigido por el Pontifex Maximus y las vírgenes vestales, parte en el Capitolio en las treinta curias y parte fuera de la ciudad. Las vestales guardaban las cenizas de los terneros nonatos hasta el festival de la Parilia, donde se usaban para realizar purificaciones.
En la vida privada se ofrecía sacrificios a Tellus en las épocas de siembra y cosecha, especialmente cuando un miembro de la familia había muerto sin habérsele prestado los debidos honores, pues era Tellus quien había recibido al difunto en su seno.

## Etimología
Algunos lingüistas estudiosos de las lenguas indoeuropeas creen que las dos palabras, Terra y Tellus derivan de la frase hecha tersa tellus, ‘tierra seca’. Sí esto fuera cierto, Tellus podría ser la versión más antigua del nombre. Según el Oxford Classical Dictionary, Terra alude al elemento tierra (uno de los cuatro elementos clásicos, junto con el aire, el agua y el fuego) y Tellus a la deidad guardiana de la Tierra y por extensión a la esfera sobre la que vive, el propio globo.  El uso real del latín clásico no parece respetar necesariamente esta distinción.

## Telumo o Teluro
En unas pocas ocasiones se menciona a un paredro o contraparte masculino de Telus, llamado Telumo (Tellumo) o Teluro (Tellurus). Agustín de Hipona identificó a Telumo como el homólogo masculino de Telus. Marciano Capella menciona también a Teluro pero este nombre no se vuelve a mencionar.

## En la ciencia ficción
La mayoría de los autores de ciencia ficción han usado el término «Terra» para aludir a la Tierra. Sin embargo, E. E. Smith usó el término «Tellus» en su ópera espacial la serie Lensman.